# Компрометація (криптографія)
Компромета́ція в криптографії — факт доступу сторонньої особи до інформації, що захищається, а також підозра на нього. Найчастіше розглядають компрометацію закритого ключа, закритого алгоритму, цифрового сертифіката, облікових записів (паролів), абонентів або інших захищених елементів, що дозволяють встановити особу учасника обміну інформацією.

## Випадки компрометації
- Фізична втрата носія інформації
- Передача інформації відкритими каналами зв'язку
- Несанкціонований доступ сторонніх осіб у місце фізичного зберігання носія інформації, до пристрою зберігання інформації, візуальний огляд носія інформації сторонньою особою або підозра, що ці факти мали місце (спрацьовування сигналізації, пошкодження пристроїв контролю несанкціонованого доступу (зліпків печаток), пошкодження замків, злом облікового запису користувача і т. ін.)
- Кардинг і шиммінг банківських карток
- Перехоплення інформації шкідливим програмним засобом
- Перехоплення (підслуховування) звукової інформації
- Перехоплення ключа при розподілі ключів
- Перехоплення побічних електромагнітних випромінювань і наведень
- Перехоплення інформації з електричних каналів витоку
- Свідома передача інформації сторонній особі

та інші в залежності від виду носія інформації, що захищається і способів роботи з ним.

## Дії при компрометації ключа
1. Скомпрометований ключ відразу ж виводиться з дії, замість нього вводиться запасний або новий ключ.
2. Про компрометацію негайно сповіщаються всі учасники обміну інформацією. Ключ або сертифікат вносяться до спеціальних списків, що містять скомпрометовані ключі (стоп-листи, списки відгуку сертифікатів і т. ін.)

Ключові системи з декількома ключами можуть бути стійкі до однієї або кількох компрометацій.
Компрометація ключа може також призвести до компрометації інформації, що передавалася з використанням цього ключа.

## Зменшення ймовірності компрометації ключа і збитків від компрометації
Чим довше ключ перебуває в дії і чим інтенсивніше він використовується, тим більша ймовірність того, що він буде скомпрометований. При тривалому користуванні одним і тим же ключем збільшується також і потенційний збиток, який може бути завданий у разі його компрометації. Одним із заходів, спрямованих на зменшення ймовірності компрометації та збитків від неї, є періодична зміна ключів.